# Jean-Luc Brassard
 (avril 2010).
Si vous disposez d'ouvrages ou d'articles de référence ou si vous connaissez des sites web de qualité traitant du thème abordé ici, merci de compléter l'article en donnant les références utiles à sa vérifiabilité et en les liant à la section « Notes et références ».
Pour les articles homonymes, voir Brassard (homonymie).
Jean-Luc Brassard, né le 24 août 1972 à Salaberry-de-Valleyfield, Québec, est un ancien skieur acrobatique canadien d'origine québécoise et aujourd'hui chroniqueur à la radio et animateur télé à l'émission Comment c'est fait. Il a également été pendant deux ans l'animateur de l'émission de télévision Ski Mag.
Il a grandi à Grande-Île, près de Valleyfield, au sud-ouest de Montréal. 

## Biographie
Il remporte la médaille d'or de ski de bosses aux Jeux olympiques d'hiver de 1994 à Lillehammer en Norvège.
Durant la cérémonie d'ouverture des Jeux olympiques de Nagano en 1998, Brassard est le porte-drapeau de son pays. Après sa 4e position dans l'épreuve des bosses, il dira que ce rôle aurait dérangé sa préparation. Jean-Luc Brassard a pris sa retraite de la compétition le 21 octobre 2002.
En carrière, Brassard a remporté 20 épreuves de Coupes du monde en plus d'amasser 27 médailles d'argent et de bronze en Coupe du monde.

## Palmarès

### Jeux olympiques d'hiver
- Jeux olympiques d'hiver de 1994 à Lillehammer (Norvège) :
  -  Médaille d'or en Bosses.

### Championnats du monde
- Championnats du monde de 1993 à Altenmarkt (Autriche) :
  -  Médaille d'or en Bosses.
- Championnats du monde de 1995 à La Clusaz (France) :
  -  Médaille d'argent en Bosses.
- Championnats du monde de 1997 à Iizuna Kogen (Japon) :
  -  Médaille d'or en Bosses.

### Coupe du monde
- 3 petits globe de cristal :
  - Vainqueur du classement bosses en 1993, 1996 et 1997.
- 77 podiums dont 33 victoires.

### Autres
- 1990-1991
  - Coupe du monde
    - 1e position au Mont-Gabriel (Québec), le 2 février 1991.
    - 2e position à Piancavallo (Italie), le 19 janvier 1991.
    - À la fin de la saison 1991, Jean-Luc Brassard arrive en 7e position du Grand Prix de la Coupe du Monde. Il a parfaitement mérité sa place au sein du groupe « A » de l'équipe canadienne de la Coupe du Monde.
- 1991-1992
  - Coupe du monde
    - 2e position à Tignes (France), le 6 décembre 1991.
    - 1re position à Zermmat (Suisse), le 11 décembre 1991.
    - 3e position à Piancavallo (Italie), le 16 décembre 1991.
    - 3e position à Morzine (France), le 21 décembre 1991.
    - 9e position à Blackcomb (Canada), le 11 janvier 1992.
    - 4e position à Breckenridge (États-Unis), le 18 janvier 1992.
    - 2e position à Lake Placid (États-Unis), le 24 janvier 1992.
    - 2e position à Oberjock (Allemagne) le 1er février 1992.
    - 3e position des épreuves de qualification aux JO d'Albertville.
    - 13e position à Inawashiro (Japon), le 29 février 1992.
    - 3e position à Madarao (Japon), le 7 mars 1992.
    - 3e position à Altenmarkt (Autriche), le 13 mars 1992.
    - À la fin de la saison, Jean-Luc Brassard est en 2e position du Grand Prix de la Coupe du Monde. Il se qualifie pour les Jeux olympiques d'Albertville en France en arrivant en 3e position des épreuves de qualification.

  - Jeux olympiques d'Albertville
    - 7e position, le 13 février 1992

  - Championnat du Canada
    - 3e position à Vernon (Canada).
- 1992-1993
  - Coupe du monde
    - 1re position à Piancavallo (Italie), le 19 décembre 1992.
    - 2e position à Blackcomb (Canada), le 9 janvier 1993.
    - 1re position à Lake Placid (États-Unis), le 23 janvier 1993.
    - 1re position à Le Relais (Québec), le 30 janvier 1993.
    - 4e position à Oberjoch (Allemagne), le 6 février 1993.
    - 2e position à La Clusaz (France), le 12 février 1993.
    - 1re position à Meiringen (Suisse), le 20 février 1993.
    - 1re position à Livigno (Italie), le 17 mars 1993.
    - 1re position à Lillehammer (Norvège), le 27 mars 1993.
    - À la fin de la saison 1993, Jean-Luc Brassard arrive en tête du Grand Prix de la Coupe du Monde.

  - Championnat du monde
    - 1re position à Altenmarkt (Autriche), le 13 mars 1993.

  - Championnat du Canada
    - 1re position à Fortress Mountain (Canada), le 2 avril 1993.
- 1993-1994
  - Coupe du monde
    - 3e position à Blackcomb (Canada), le 8 janvier 1994.
    - 2e position à Lake Placid (USA), le 21 janvier 1994.
    - 1re position à Le Relais (Québec), le 29 janvier 1994.
    - 2e position à La Clusaz (France), le 3 février 1994.
    - 1re position à Altenmarkt (Autriche), le 4 mars 1994.
    - À la fin de la saison 1994, Jean-Luc Brassard arrive en 3e position du Grand Prix de la Coupe du Monde.

  - Jeux olympiques de Lillehammer (Norvège)
    - 1re position, aux qualifications, le 15 février 1994.
    - 1re position, le 16 février 1994.

  - Championnat du Canada
    - 1re position à Le Relais (Québec), le 19 mars 1994.
- 1994-1995
  - Coupe du monde
    - 4e position à Tignes (France), le 15 décembre 1994.
    - 3e position à Blackcomb (Canada), le 7 janvier 1995.
    - 3e position à Lake Placid (USA), le 27 janvier 1995.
    - 2e position à Kirchberg (Autriche), le 22 février 1995.
    - 3e position à Hundfjallet (Suède), le 9 mars 1995.
    - À la fin de la saison 1995, Jean-Luc Brassard décroche la 3e place du Grand Prix de la Coupe du Monde.

  - Championnat du monde
    - 2e position à La Clusaz (France), le 18 février 1995.

  - Championnat du Canada
    - 1re position à Mont-Tremblant (Québec), le 25 mars 1995.
- 1995-1996
  - Coupe du monde
    - 1re position à Tignes (France), le 8 décembre 1995
    - 1re position à Kirchberg (Autriche), le 2 février 1996
    - 1re position à La Clusaz (France), le 15 février 1996
    - 3e position à Hundfjallet (Suède), le 7 mars 1996
    - 2e position à Altenmarkt (Autriche), le 14 mars 1996
    - 2e position à Meiringen (Suisse), le 23 mars 1996.
    - À la fin de la saison 1996, Jean-Luc Brassard arrive en 1re position du Grand Prix de la Coupe du Monde.
- 1996-1997
  - Coupe du monde
    - 1re position à Tignes (France) en duels, le 8 décembre 1996
    - 3e position à La Plagne (France) en bosses, le 13 décembre 1996
    - 3e position au Mont-Tremblant (Québec) en bosses, 9 janvier 1997
    - 1re position à Lake Placid (États-Unis) en bosses, le 12 janvier 1997
    - 1re position à Altenmarkt, (Autriche) en bosses, le 7 mars 1997
    - 3e position à Hundfjallet (Suède) en bosses, le 13 mars 1997
    - À la fin de la saison 1997, Jean-Luc arrive en 1re position du Grand Prix de la Coupe du monde en bosses, et en deuxième position en duels.

  - Championnat du monde
    - 1re position à Nagano (Japon), le 8 février 1997

  - Championnat du Canada
    - 2e position à Lac-Beauport (Québec), le 22 mars 1997
- 1997-1998
  - Coupe du monde
    - 1re position à Tignes (France) en duels, le 6 décembre 1997
    - 1re position au Mont-Tremblant (Québec) en bosses, le 11 janvier 1998
    - 1re position à Blackcomb, (C-B) en bosses, le 24 janvier 1998
    - 3e position à Altenmarkt (Autriche) en bosses, le 14 mars 1998
    - À la fin de la saison 1998, Jean-Luc arrive au 2e rang du classement de la Coupe du monde, tant en bosses qu’en duels.

  - Jeux olympiques à Nagano (Japon)
    - 7e position aux qualifications en bosses, le 8 février 1998
    - 4e position en bosses, le 11 février 1998

  - Championnat du Canada
    - 2e position à Fortress Mountain (Alberta) en bosses, le 19 mars 1998